# Saint-Germier (Tarn)
Saint-Germier – miejscowość i gmina we Francji, w regionie Oksytania, w departamencie Tarn.
Według danych na rok 1990 gminę zamieszkiwało 106 osób, a gęstość zaludnienia wynosiła 25 osób/km² (wśród 3020 gmin regionu Midi-Pireneje Saint-Germier plasuje się na 957. miejscu pod względem liczby ludności, natomiast pod względem powierzchni na miejscu 1553.).
Nazwa miejscowości pochodzi od imienia św. Germeriusza, biskupa Tuluzy.